# Katastrofa lotu Japan Airlines 471
Katastrofa lotu Japan Airlines 471 – katastrofa lotnicza, która wydarzyła się 14 czerwca 1972 roku. Samolot Douglas DC-8-53 należący do linii Japan Airlines lecący z Bangkoku do New Delhi, rozbił się nad brzegiem rzeki Jamuna, około 20 kilometrów od lotniska w Nowym Delhi. Zginęło 82 z 87 osób na pokładzie i 3 osoby na ziemi. Przyczyną katastrofy był kontrolowany lot ku ziemi (CFIT).

## Samolot
Maszyną obsługującą lot 471 był Douglas DC-8-53 (nr rej. JA8012) o numerze seryjnym 45680/213. Samolot po raz pierwszy wzbił się w powietrze w 1964 roku.

## Przebieg lotu
Samolot leciał z Bangkoku do New Delhi, a ta trasa była częścią dłuższego lotu z Tokio do Londynu. O 20:13 czasu lokalnego samolot dostał zgodę na podejście ILS na pas 28. O godzinie 20:18 samolot rozbił się nad brzegiem rzeki Jamuna. Według indyjskich śledczych przyczyną był kontrolowany lot ku ziemi spowodowany błędem pilotów, którzy nie obserwowali instrumentów, ani nie widzieli pasa. Z kolei japońscy śledczy uznali za przyczynę fałszywą ścieżkę podejścia.